# Regionale Eenheid Den Haag

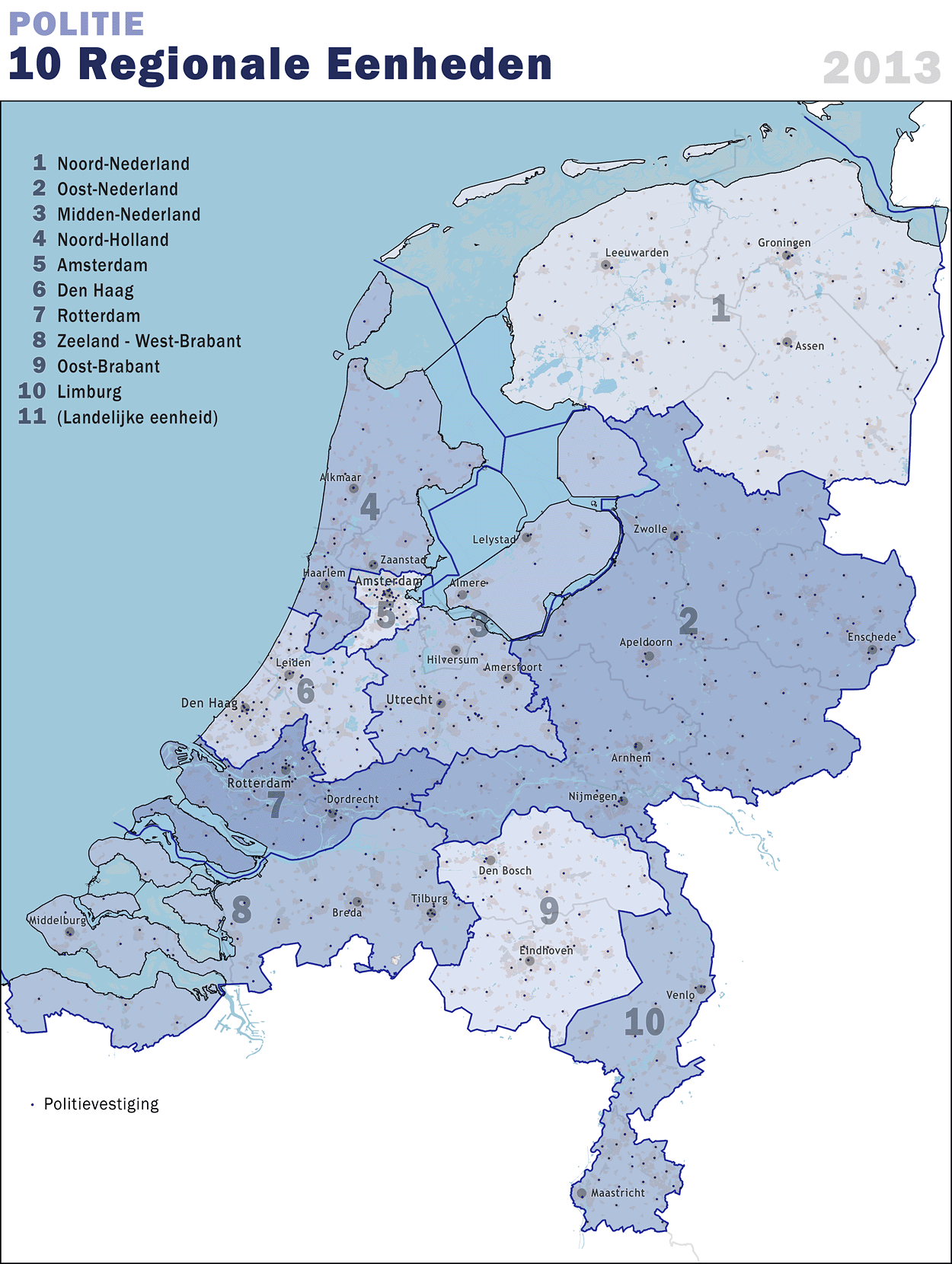
De 10 regionale eenheden op de kaart.

De Regionale Eenheid Den Haag is een van de tien regionale eenheden van de Nationale politie. Deze beslaat hetzelfde grondgebied als het rechterlijke arrondissement Den Haag.
De Regionale Eenheid Den Haag is in 2012 ontstaan uit een samenvoeging van de voormalige regiokorpsen Haaglanden en Hollands Midden.
De regionale eenheid Den Haag bestaat uit de zeven districten Den Haag Centrum (A), Den Haag West (B), Den Haag Zuid (C), Zoetermeer - Leidschendam / Voorburg (D), Westland - Delft (E), Leiden - Bollenstreek (F), Alphen aan den Rijn - Gouda (G). De regionale eenheid kent in totaal 29 basisteams. Zowel de hoofdlocatie als de meldkamer van de Regionale Eenheid Den Haag zijn gevestigd in Den Haag.
District Den Haag Centrum kent drie basisteams:
- A1 Jan Hendrikstraat
- A2 De Heemstraat
- A3 Hoefkade

District Den Haag West kent vier basisteams:
- B1 Overbosch
- B2 Loosduinen
- B3 Scheveningen
- B4 Segbroek

District Den Haag Zuid kent vier basisteams:
- C1 Laak
- C2 Beresteinlaan
- C3 Zuiderpark
- C4 Leidschenveen-Ypenburg

District Zoetermeer-Leidschendam-Voorburg kent vier basisteams:
- D1 Zoetermeer
- D2 Leidschendam–Voorburg
- D3 Wassenaar
- D4 Pijnacker–Nootdorp

District Westland-Delft kent drie basisteams:
- E1 Rijswijk
- E2 Westland
- E3 Delft

District Leiden-Bollenstreek kent vijf basisteams:
- F1 Hillegom/Lisse/Teylingen
- F2 Katwijk/Noordwijk
- F3 Leiden Noord
- F4 Leiden Zuid
- F5 Leiden Midden

District Alphen aan den Rijn - Gouda kent vijf basisteams:
- G1 Alphen aan den Rijn/Boskoop/Rijnwoude
- G2 Kaag en Braassem
- G3 Gouda
- G4 Waddinxveen/Zuidplas
- G5 Krimpenerwaard

Bestaande regionale politieeenheden:
Noord-Nederland ·
Oost-Nederland ·
Midden-Nederland ·
Noord-Holland ·
Amsterdam ·
Den Haag ·
Rotterdam ·
Zeeland - West-Brabant ·
Oost-Brabant ·
Limburg ·
Eenheid Landelijke Expertise en Operaties ·
Eenheid Landelijke Opsporing en Interventies

Voormalige eenheden:
Landelijke Eenheid
Voormalige regiokorpsen:
Politie Groningen ·
Politie Fryslân ·
Politie Drenthe ·
Politie IJsselland ·
Politie Twente ·
Politie Noord- en Oost-Gelderland ·
Politie Gelderland-Midden ·
Politie Gelderland-Zuid ·
Politie Utrecht ·
Politie Noord-Holland-Noord ·
Politie Zaanstreek-Waterland ·
Politie Kennemerland ·
Politie Amsterdam-Amstelland ·
Politie Gooi en Vechtstreek ·
Politie Haaglanden ·
Politie Hollands Midden ·
Politie Rotterdam-Rijnmond ·
Politie Zuid-Holland-Zuid ·
Politie Zeeland ·
Politie Midden- en West-Brabant ·
Politie Brabant-Noord ·
Politie Brabant-Zuidoost ·
Politie Limburg-Noord ·
Politie Limburg-Zuid ·
Politie Flevoland ·